# Zaczaruj mnie ostatni raz
Zaczaruj mnie ostatni raz è il secondo singolo da solista della cantante pop polacca Sasha Strunin, pubblicato dall'etichetta discografica Sony BMG il 21 dicembre 2009 ed estratto dal suo album di debutto Sasha. La "special version" del brano appare come la tredicesima traccia dell'album di debutto di Sasha, ed è utilizzata nel video musicale.

## Classifiche
| Classifica (2009) | Posizione massima |
| ----------------- | ----------------- |
| Polonia           | 23                |